# عمر باسعد
عمر باسعد (بالإنجليزية: Omar Basaad)‏‏ (21 ديسمبر 1988 في جدة - ) من هو منتج سعودي ومنتج تسجيلات ومالك تسجيل صوتي و"A DJ".

## التاريخ
ولد باسعد في مدينة جدة، المملكة العربية السعودية. حيث قضى سنوات مراهقته في إنتاج الموسيقى في المملكة العربية السعودية وتركيا وإنجلترا مع أول ريميكس رسمي خاص فيه صدر في عام 2008 مع تاركان. إنه أول عربي يطلق أول مسار دبستيب عربي في العالم على بيتبورت متجر الموسيقى الإلكتروني الأمريكي.
عمر باسعد هو مالك ومؤسس علامة التسجيل الخاصة به، وقد تم اختياره كأفضل منتج سعودي لموسيقى الدي جي والرقص الإلكتروني في عام 2012، بواسطة جريدة سعودي جازيت. أصبح أول منتج رسمي للموسيقى الإلكترونية للرقص السعودي يمثل المملكة العربية السعودية على المستوى الدولي.